# Podochilus tmesipteris
Podochilus tmesipteris är en orkidéart som beskrevs av Rudolf Schlechter. Podochilus tmesipteris ingår i släktet Podochilus och familjen orkidéer. Inga underarter finns listade i Catalogue of Life.